# Joseph Massaguer i Matheu
Joseph Massaguer i Matheu (Barcelona, 1690 - 1764) va ser un lutier fill del fuster Joseph Massaguer. Es va establir al carrer d'Escudellers, al costat del taller de Joan Guillamí, treballant pel seu compte fins a la seva mort el 1764.
Fou prohom i mestre examinador del Gremi d'Ebenistes d'Art de Barcelona. A l'Arxiu Històric de la Ciutat de Barcelona consta que Massaguer va pagar la seva primera anyada com a mestre l'any 1708, i l'última el 1763. De Joseph Massaguer se'n coneixen violins, violoncels, guitarres i bandúrries. El treball és ben acurat i les fustes són de bona qualitat. Segons Ramón Pinto Comas, els seus violins s'assemblen en el disseny als d'en Guillamí, ben construïts però amb "poca sonoritat, probablement degut al gruix excessiu de les tapes". Tanmateix, els seus instruments de corda polsada són visual i tímbricament envejables.
El seu ofici va ser continuat pel seu fill Joseph Massaguer (dates de naixement i mort desconegudes però documentat a Barcelona entre 1753 i 1780), pel seu gendre Francisco España i Matabosch (les Preses 30 setembre 1735 i documentat a Barcelona fins al 1816) casat el 1764 amb la filla Marianna Massaguer, i pel seu net Joseph España (Barcelona, 1765 - Barcelona, 1792). Van ser igualment aprenents seus Joseph Malsior (1715), Joan Faliu (1717), Pau Grau (1718), Domingo Segarra de Barcelona (1733), Francisco Joseph Giralt (1739), Salvador Farrando de Reus (1752), Pere Martí de Barcelona (1753) i Geroni Susañ de Vic (1755).